# فرودگاه بندیگو (پنسیلوانیا)
فرودگاه بندیگو (پنسیلوانیا) (به انگلیسی: Bendigo Airport (Pennsylvania)) یک فرودگاه همگانی است که یک باند فرود آسفالت و بتن دارد و طول باند آن ۷۰۹ متر است. این فرودگاه در کشور ایالات متحده آمریکا قرار دارد و در ارتفاع ۲۴۱ متری از سطح دریا واقع شده‌است.